# Салдана, Зои
Зои Ядира Салдана-Перего (исп. Zoë Yadira Saldaña-Perego; в девичестве Салдана Назарио (исп. Saldaña Nazario); род. 19 июня 1978 года, Пассейик, Нью-Джерси) — американская и доминиканская актриса и танцовщица. Лауреат премии «Оскар» (2025). Единственная среди всех актрис и актёров в истории мирового кинематографа, которая снялась в первых трёх самых кассовых фильмах. В 2023 году журнал Time включил Зои Салдану в список 100 самых влиятельных людей в мире.

## Биография
Зои Салдана родилась в Пассейике, Нью-Джерси, в семье доминиканца и пуэрториканки. Зои имеет ливанские, ирландские, ямайские и индийские корни. Зои одинаково хорошо владеет двумя языками — испанским и английским. Бо́льшую часть своего раннего детства она провела в Куинсе, Нью-Йорк. После того, как её отец погиб в автокатастрофе, когда ей было 9 лет, она переехала со своей матерью в Доминиканскую Республику. Салдана поступила в одну из самых престижных школ танца в Доминиканской Республике, где училась балету и современным латиноамериканским танцам. После окончания школы её семья переехала обратно в Куинс.
В 1995 году она начала выступать с театральной труппой Faces в Бруклине, в этих представлениях затрагивались близкие подросткам темы, такие как наркомания и подростковая сексуальность. В то же время она выступала в Нью-Йоркском Молодёжном театре, что привело к тому, что её пригласили в актёрское агентство. Талант к танцам и актёрское мастерство помогли Зои получить первую роль на большом экране — она сыграла талантливую балерину Еву в фильме «Авансцена» (англ. Center Stage) в 2000 году.
Салдана всё ещё была членом Faces, когда она получила роль в эпизоде сериала «Закон и порядок» (эпизод Merger, который вышел в 1999 году). Она покинула школу после выхода фильма «Авансцена», роль в этом фильме привела к продолжению её карьеры. В 2002 году она появляется в мелодраме «Перекрёстки», где она играет вместе с Бритни Спирс, и в фильме «Барабанная дробь». В 2003 году Зои сыграла пиратку Анну-Марию в «Пираты Карибского моря: Проклятие Чёрной жемчужины». В 2004 году она появилась в «Терминале» Стивена Спилберга и триллере «Гавань». В 2005 году она снялась в романтической комедии «Угадай, кто?» с Эштоном Кутчером.
В фильме «Звёздный путь» (2009) и его сиквеле «Стартрек: Возмездие» (2013) Зои Салдана сыграла молодую Ухуру. В том же году она сыграла Нейтири, принцессу На’ви, в «Аватаре» Джеймса Кэмерона.
Для роли в фильме «Лузеры» 2010 года Зои пришлось немного набрать вес, чтобы носить оружие на съёмках по 8 часов в день. В том же году она появляется в фильмах «Мальчики-налётчики», «Смерть на похоронах» и «Горящие пальмы». В августе Зои стала лицом линии женского нижнего белья «Calvin Klein Envy». В 2011 году она сыграла Каталею Рестрепо, профессиональную наёмную убийцу, в криминальной драме «Коломбиана». В 2012 году вышел фильм «Слова» с её участием.
В апреле 2013 года она подтвердила, что будет сниматься в фильме «Стражи Галактики» в роли Гаморы. Зои Салдана сыграла роль в продолжении фильма «Аватар», премьера которого состоялась в декабре 2022 года.
Она сыграла Риту Мора Кастро, влиятельного младшего адвоката по уголовным делам в скандальном музыкальном криминальном фильме «Эмилия Перес» (2024), получив признание критиков и разделив премию Каннского кинофестиваля за лучшую женскую роль со своими коллегами по фильму Карлой Софией Гаскон, Селеной Гомес и Адрианой Пас. Салдана также получила премию BAFTA за лучшую женскую роль второго плана, премию «Золотой глобус» за лучшую женскую роль второго плана в кинофильме, премию «Оскар» за лучшую женскую роль второго плана и премию Гильдии киноактеров за лучшую женскую роль второго плана.

## Личная жизнь
В июне 2010 года Салдана обручилась с актёром и предпринимателем Китом Бриттоном. В ноябре 2011 года Салдана и Бриттон объявили о расставании после 11 лет отношений.
С декабря 2011 по январь 2013 года Салдана встречалась с актёром Брэдли Купером, партнёром по фильму «Слова».
В марте 2013 года Салдана начала встречаться с итальянским художником Марко Перего. Они тайно поженились в июне 2013 года в Лондоне. В июле 2015 года Салдана рассказала, что Перего, наперекор традициям, после свадьбы взял её фамилию. Таким образом, Зои стала Зои Салдана-Перего, а Марко — Марко Перего-Салдана. У них есть три сына — близнецы Аридио Перего-Салдана и Боуи Эзио Перего-Салдана (род. 27 ноября 2014) и Зен Перего-Салдана (род. 2017).

## Фильмография
| Год       |     | Русское название                                   | Оригинальное название                                  | Роль             |
| --------- | --- | -------------------------------------------------- | ------------------------------------------------------ | ---------------- |
| 1999      | с   | Закон и порядок                                    | Law & Order                                            | Белинка          |
| 2000      | ф   | Авансцена                                          | Center Stage                                           | Ева Родригес     |
| 2001      | ф   | Снайпс                                             | Snipes                                                 | Шерил            |
| 2001      | ф   | Вирус любви                                        | Get Over It                                            | Мэгги            |
| 2002      | ф   | Перекрёстки                                        | Crossroads                                             | Кит              |
| 2002      | ф   | Барабанная дробь                                   | Drumline                                               | Лайла            |
| 2003      | ф   | Пираты Карибского моря: Проклятие Чёрной жемчужины | Pirates of the Caribbean: The Curse of the Black Pearl | Анна-Мария       |
| 2004      | ф   | Искушение                                          | Temptation                                             | Энни             |
| 2004      | ф   | Гавань                                             | Haven                                                  | Андреа           |
| 2004      | ф   | Терминал                                           | The Terminal                                           | Долорес Торрес   |
| 2004      | с   | Закон и порядок: Специальный корпус                | Law & Order: Special Victims Unit                      | Габриель Вега    |
| 2005      | ф   | Проклятие отца Кардоны                             | La maldición del padre Cardona                         | Флор             |
| 2005      | ф   | 10 грязных поступков                               | Dirty Deeds                                            | Рейчел Бафф      |
| 2005      | ф   | Угадай, кто?                                       | Guess Who                                              | Тереза Джонс     |
| 2005      | ф   | Созвездие                                          | Constellation                                          | Роза Боксер      |
| 2006      | ф   | Вознаграждение                                     | Premium                                                | Чарли            |
| 2006      | ф   | Кардиолог                                          | Ways of the Flesh                                      | Донна            |
| 2007      | ф   | После секса                                        | After Sex                                              | Кэт              |
| 2007      | ф   | Помутнение разума                                  | Blackout                                               | Клодин           |
| 2006—2007 | с   | Шестеро                                            | Six Degrees                                            | Реджина          |
| 2008      | ф   | Точка обстрела                                     | Vantage Point                                          | Энджи Джонс      |
| 2009      | ф   | Скептик                                            | Skeptic                                                | Кесси            |
| 2009      | ф   | Звёздный путь                                      | Star Trek                                              | Нийота Ухура     |
| 2009      | ф   | Аватар                                             | Avatar                                                 | Нейтири          |
| 2010      | ф   | Горящие пальмы                                     | Burning Palms                                          | Сара Коттон      |
| 2010      | ф   | Смерть на похоронах                                | Death at a Funeral                                     | Илэйн            |
| 2010      | ф   | Мальчики-налётчики                                 | Takers                                                 | Лилли            |
| 2010      | ф   | Лузеры                                             | Losers                                                 | Аиша             |
| 2011      | ф   | Коломбиана                                         | Colombiana                                             | Каталея Рестрепо |
| 2012      | ф   | Слова                                              | The Words                                              | Дора             |
| 2013      | ф   | Стартрек: Возмездие                                | Star Trek Into Darkness                                | Нийота Ухура     |
| 2013      | ф   | Из пекла                                           | Out of the Furnace                                     | Лена Уоррен      |
| 2013      | ф   | Кровные узы                                        | Blood Ties                                             | Ванесса          |
| 2014      | ф   | Бесконечно белый медведь                           | Infinitely Polar Bear                                  | Мэгги            |
| 2014      | ф   | Стражи Галактики                                   | Guardians of the Galaxy                                | Гамора           |
| 2014      | ф   | Ребёнок Розмари                                    | Rosemary’s Baby                                        | Розмари Вудхаус  |
| 2014      | мф  | Книга жизни                                        | The Book of Life                                       | Мария Посада     |
| 2014      | док | Единство                                           | Unity                                                  | рассказчик       |
| 2016      | ф   | Нина                                               | Nina                                                   | Нина Симон       |
| 2016      | ф   | Стартрек: Бесконечность                            | Star Trek Beyond                                       | Нийота Ухура     |
| 2016      | ф   | Закон ночи                                         | Live by Night                                          | Грациелла Суарес |
| 2017      | ф   | Стражи Галактики. Часть 2                          | Guardians of the Galaxy Vol. 2                         | Гамора           |
| 2017      | мф  | My Little Pony в кино                              | My Little Pony: The Movie                              | Капитан Гарпия   |
| 2018      | ф   | Я сражаюсь с великанами                            | I Kill Giants                                          | миссис Молли     |
| 2018      | ф   | Мстители: Война бесконечности                      | Avengers: Infinity War                                 | Гамора           |
| 2019      | ф   | Мстители: Финал                                    | Avengers: Endgame                                      | Гамора           |
| 2019      | мф  | Потерянное звено                                   | Missing Link                                           | Аделина Фортнайт |
| 2020      | ф   | Вампиры в Бронксе                                  | Vampires vs. the Bronx                                 | Бекки            |
| 2021      | мф  | Виво                                               | Vivo                                                   | Роза Эрнандес    |
| 2021      | мс  | Майя и три воина                                   | Maya and the Three                                     | Принцесса Майя   |
| 2022      | ф   | Проект «Адам»                                      | Adam Project                                           | Лора             |
| 2022      | ф   | Амстердам                                          | Amsterdam                                              | Ирма Сен-Клэр    |
| 2022      | ф   | Аватар: Путь воды                                  | Avatar: The Way of Water                               | Нейтири          |
| 2022      | с   | Вкус к жизни                                       | From Scratch                                           | Эми              |
| 2023      | ф   | Стражи Галактики. Часть 3                          | Guardians of the Galaxy Vol. 3                         | Гамора           |
| 2023      | ф   | Отличный гамбургер 2                               | Good Burger 2                                          | играет себя      |
| 2023      | с   | Спецназ: Львица                                    | Special Ops: Lioness                                   | Джо              |
| 2024      | ф   | Эмилия Перес                                       | Emilia Pérez                                           | Рита Мора Кастро |
| 2025      | ф   | Аватар: Огонь и пепел                              | Avatar: Fire and Ash                                   | Нейтири          |

## Награды и номинации
- ALMA Awards
  - 2009, Лучшая актриса (фильм): «Звёздный путь» (номинация)
  - 2012, Любимая актриса кино драма/приключения: «Коломбиана» (победа)
- Black Reel Awards
  - 2010, Лучшая актриса второго плана: «Аватар» (номинация)
  - 2006, Лучшая актриса: «Угадай, кто?» (номинация)
- MTV Movie Awards
  - 2010, Лучшая женская роль: «Аватар» (номинация)
  - 2010, Лучший поцелуй: вместе с Сэмом Уортингтоном («Аватар») (номинация)
  - 2003, Лучший поцелуй: вместе с Ником Кэнноном («Барабанная дробь») (номинация)
- Сатурн
  - 2010, Лучшая киноактриса: «Аватар» (победа)
- Scream
  - 2009, Breakout Performance-Female: «Звёздный путь» (номинация)
  - 2009, Лучшая актриса в фантастическом фильме: «Звёздный путь» (номинация)
- Teen Choice Awards
  - 2010, Лучшая актриса (фантастика): «Аватар» (победа)
  - 2010, Лучшая актриса (комедия): «Смерть на похоронах» (номинация)
  - 2009, Лучшая актриса (приключения): «Звёздный путь» (номинация)
  - 2006, Лучшая актриса (Breakout): «Угадай, кто?» (номинация)
- People’s Choice Awards
  - 2009, Любимая новая киноактриса: «Звёздный путь» (номинация)
- Премия Гильдии киноактёров США
  - 2025, Лучшая женская роль второго плана: «Эмилия Перес» (номинация)[24]
  - 2025, Лучший актёрский состав в игровом кино: «Эмилия Перес» (номинация)[24]

- Золотой глобус
  - 2025, Лучшая женская роль второго плана: «Эмилия Перес» (победа)[25]
- BAFTA
  - 2025, Лучшая женская роль второго плана: «Эмилия Перес» (победа)[26]

- Оскар
  - 2025, Лучшая актриса второго плана: «Эмилия Перес» (победа)[27]